# Ludlow Griscom

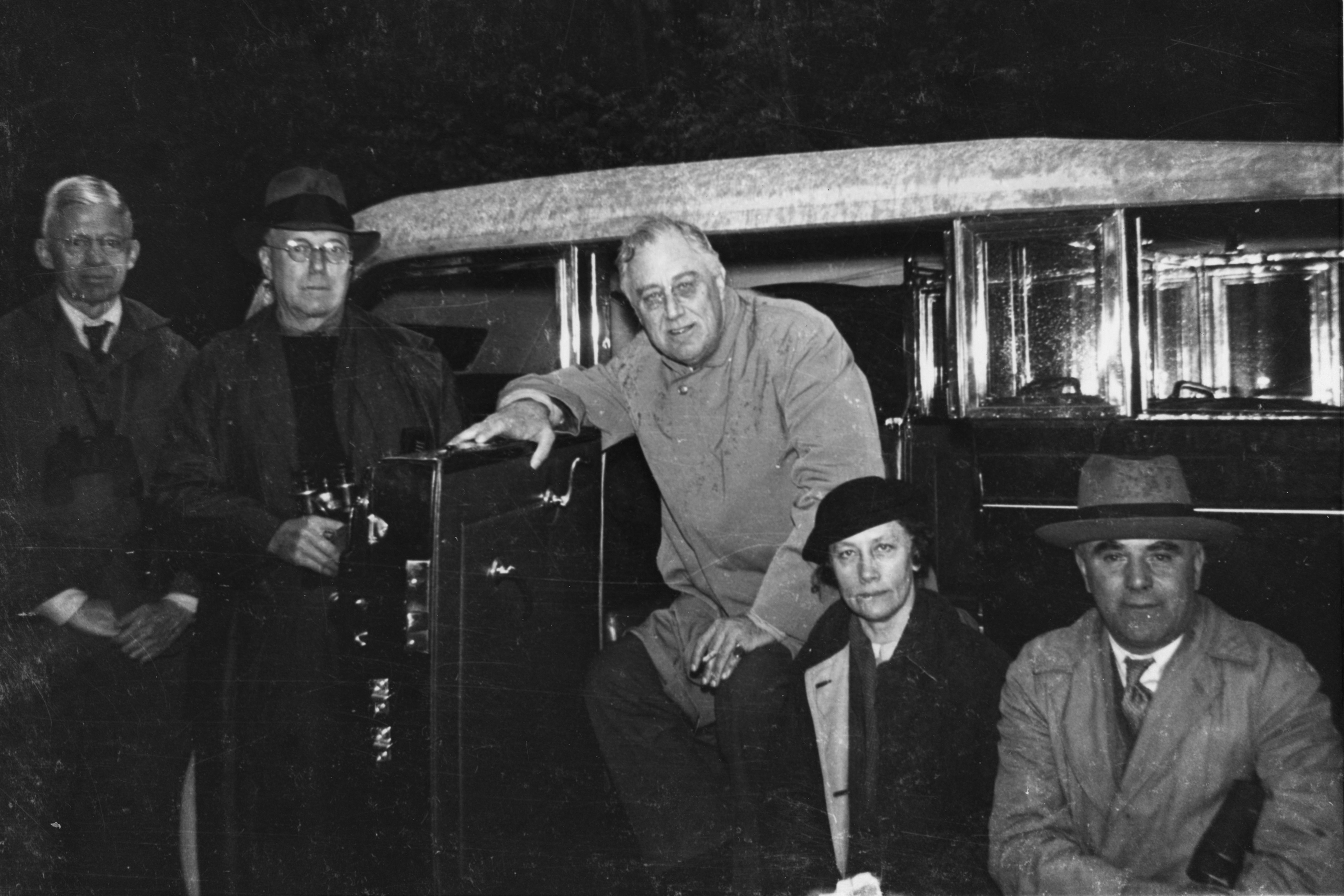
Ludlow Griscom (ganz rechts)

Ludlow Griscom (* 17. Juni 1890 in New York City; † 28. Mai 1959 in Cambridge, Massachusetts) war ein US-amerikanischer Ornithologe (Vogelkundler) und Botaniker. Griscom galt als ein Pionier der Feldornithologie.

## Leben
Die Eltern Clement Acton und Genevieve Sprigg Griscom nahmen Ludlow fast jeden Sommer mit auf Reisen quer durch Europa. Da er in einem internationalen Umfeld aufwuchs, lernte er fünf Sprachen fließend zu sprechen, zehn weitere konnte leicht lesen und mit etwas Hilfe durch andere Personen sogar insgesamt 18 Sprachen übersetzen. Bis zu seinem elften Lebensjahr hatte er einen Privatlehrer. Danach wechselte er in die Symes School, die er mit 15 Jahren mit der Zugangsberechtigung für die Harvard University verließ. Da er für ein Studium noch zu jung war, verbrachte er weitere zwei Jahre zu Hause, wo er sich musikalisch und linguistisch weiterbildete. Seine Ausbildung am Keyboard machte in zeitweilig zum begabten Konzertpianisten. Durch die Musik wurde sein Gehör so geschult, dass ihm diese Fähigkeit später bei der Identifizierung von Vogelgesang half.
Mit 17 Jahren besuchte er schließlich einen Vorbereitungskurs an der Columbia University in Jura. Er folgte damit den Vorstellungen seiner Eltern, doch im Inneren hatte sich schon auf die Ornithologie festgelegt. Im Jahr 1912 bekam er den akademischen Grad des Bachelors (eng: A.B. degree) in Jura an der Columbia University verliehen. Dies nahm er zum Anlass zu einem Wechsel an die Cornell University. Dort wurde er der erste Absolvent unter Arthur Augustus Allen (1885–1964), der wiederum der erste Professor für Ornithologie war. Während zwei Sommern lehrte er Ornithologie an der West Virginia University. Im Jahr 1915 erreichte er schließlich an der Cornell University den akademischen Grad des Master of Science. Dort lehrte er noch ein Jahr, bevor er nach New York zurückkehrte.
Da er unbedingt im American Museum of Natural History arbeiten wollte, begann er zunächst in der Abteilung für Ichthyologie. Erst etwas später ergab sich die Möglichkeit, in die ornithologische Abteilung zu wechseln. Von 1917 bis 1927 wurde er zunächst Assistent, dann stellvertretender Kurator für Ornithologie. Dabei lernte er viele wertvolle Dinge von seinem Mentor Frank Michler Chapman. Doch der Beginn des Ersten Weltkriegs änderte seine Lage. Griscom musste als Unterleutnant Propagandamaterial über Deutschland abwerfen. Im Jahr 1927 wurde er Präsident der Linnean Society of New York. Seine größten Befürworter kamen aus dem Bronx County Bird Club. Der Bronx-Club wandte als erster die sogenannte Griscom-Methode an, die heute noch unter dem Namen Audubon Christmas Count von der National Audubon Society praktiziert wird. Im Jahr 1927 zog Griscom auf Einladung des Herpetologen Thomas Barbour nach Cambridge und baute ein zweites Zentrum für Ornithologie auf. Am Museum of Comparative Zoology arbeitete er bis 1948 als stellvertretender Kurator für Ornithologie, bevor er schließlich zum forschenden Ornithologen und Redakteur befördert wurde.
Während seiner Zeit am American Museum of Natural History nahm Griscom an vielen Entdeckungsreisen teil. So war er 1917 in Nicaragua, 1924 und 1927 in Panama und 1926 in Yucatán. In seiner Zeit in Harvard ging er 1930 auf Forschungsreise nach Guatemala. In Panama, im Guaymí-Indianergebiet, sammelte er neun neue Vogelarten beziehungsweise deren Unterarten. Auf seinen Reisen observierte er auch voller Passion die jeweilige Pflanzenwelt. Auf einer dieser botanischen Reisen, im Jahre 1925 in Neufundland, lerne er Edith Sumner Sloan kennen, die er am 14. September 1926 ehelichte. Beide hatten zusammen drei Kinder namens Edith, Andrew und Joan.
Ludlow Griscom war in vielen Vereinen und Organisationen tätig. So war er unter anderem Mitglied in der American Ornithologists’ Union. 1949 erlitt er seinen ersten Schlaganfall, 1956 folgte bei einer Reise nach Mexiko ein weiterer. Noch im gleichen Jahr wurde er zum Präsidenten der American Ornithologists’ Union gewählt. Er nahm die Wahl pro forma an, legte das Amt aber gleich wieder nieder. Trotz Warnungen der Ärzte und auf einen Rollstuhl angewiesen, brach er mit Edith 1958 zu einer Reise nach Afrika und Europa auf. Durch diese letzte Reise kam Griscom auf mehr als 3000 verschiedene Vogelarten, die er in seinem Leben beobachtet hatte.

## Erstbeschreibungen
Ludlow Griscom war an vielen Erstbeschreibungen von Gattungen und Arten beteiligt oder hat sie selbst beschrieben.

### Gattungen
Zusammen mit Jonathan Dwight und John Treadwell Nichols hat er folgende Fisch- und Vogelgattungen beschrieben:
- Xenotriccus (Dwight & Griscom, 1927)
- Acanthocleithron (Nichols & Griscom, 1917)
- Amarginops (Nichols & Griscom, 1917)
- Gnathobagrus (Nichols & Griscom, 1917)
- Microstomatichthyoborus (Nichols & Griscom, 1917)

### Vogelarten
Folgende neue Vogelarten wurden von Griscom beschrieben:
- Westlicher Weißkehl-Ameisenschlüpfer (Myrmotherula ignota) (Griscom, 1929)
- Griscom-Buschammer (Pselliophorus luteoviridis) (Griscom, 1924)
- Tacarcunabuschtangare (Chlorospingus tacarcunae) (Griscom, 1924)
- Brustband-Schnäppertyrann (Xenotriccus callizonus) (Dwight & Griscom, 1927)
- Schwarzwangenhabia (Habia atrimaxillaris) (Dwight & Griscom, 1924)
- Atitlántaucher (Podilymbus gigas) (Griscom, 1929)

Das Taxon der Waldralle (Gallirallus conditicius) (Peters & Griscom, 1928) gilt als ungültig, da Philip Lutley Sclater diese bereits unter dem Namen Gallirallus sylvestris (P. L. Sclater, 1870) beschrieben hatte.
Außerdem beschrieb Ludlow jede Menge Unterarten wie beispielsweise Margarornis rubiginosus boultoni. Zusammen mit Peters hat er auch das Taxon für die möglicherweise ausgestorbene Ebon-Purpurscheitel-Fruchttaube (Ptilinopus porphyraceus marshallianus) aus Mikronesien beschrieben.

### Fischarten
- Acanthocleithron chapini (Nichols & Griscom, 1917)
- Alestes carmesinus (Nichols & Griscom, 1917)
- Amarginops platus (Nichols & Griscom, 1917)
- Barbus atromaculatus (Nichols & Griscom, 1917)
- Barbus candens (Nichols & Griscom, 1917)
- Chelaethiops congicus (Nichols & Griscom, 1917)
- Distichodus langi (Nichols & Griscom, 1917)
- Doumea alula (Nichols & Griscom, 1917)
- Garra ornate (Nichols & Griscom, 1917)
- Gnathobagrus depressus (Nichols & Griscom, 1917)
- Hippopotamyrus retrodorsalis (Nichols & Griscom, 1917)
- Hypsopanchax platysternus (Nichols & Griscom, 1917)
- Labeo cyclopinnis (Nichols & Griscom, 1917)
- Labeo sorex (Nichols & Griscom, 1917)
- Microstomatichthyoborus bashforddeani (Nichols & Griscom, 1917)
- Raiamas salmolucius (Nichols & Griscom, 1917)
- Tetracamphilius notatus (Nichols & Griscom, 1917)

## Dedikationsnamen
Zu Ehren von Griscom haben einige Autoren eine Unterart mit griscomi benannt. Folgende Dedikationsnamen wurden nach Ludlow Griscom benannt:
- Palmenzwergkauz (Glaucidium palmarum griscomi) (Moore,RT, 1947)
- Lerchenstärling (Sturnella magna griscomi) (van Tyne & Trautman, 1941)
- Tuberkelhokko (Crax rubra griscomi) (Nelson, 1926)
- Westlicher Waldschnäppertyrann (Contopus sordidulus griscomi) (Webster, 1957)
- Hausgimpel (Carpodacus mexicanus griscomi) (Moore, RT, 1939)
- Einfarbhäher (Aphelocoma unicolor griscomi) (van Rossem, 1928)

## Publikationen (Auswahl)
- Birds of the New York City region. American Museum of Natural History, New York 1923 (biodiversitylibrary.org).
- mit Frank Michler Chapman: The house wrens of the genus Troglodytes. In: Bulletin of the American Museum of Natural History. Band 50, Nr. 5, 1924, S. 279–304 (digitallibrary.amnh.org [PDF; 2,8 MB]).
- mit Maunsell Schieffelin Crosby: Birds of the Brownsville region, Southern Texas. In: The Auk. Band 42, Nr. 3, 1925, S. 432–447 (sora.unm.edu [PDF; 365 kB]).
- mit Waldron DeWitt Miller: Descriptions of new birds from Nicaragua. In: American Museum Novitates. Nr. 159, 16. Februar 1925, S. 1–9 (englisch, digitallibrary.amnh.org [PDF; 845 kB]).
- Undescribed or little-known birds from Panama. In: American Museum novitates. Nr. 280, 1927, S. 1–20 (digitallibrary.amnh.org [PDF; 12,0 MB]).
- An ornithological reconnaissance in eastern Panama in 1927. In: American Museum novitates. Nr. 282, 1927, S. 1–10 (digitallibrary.amnh.org [PDF; 1,1 MB]).
- New birds from Mexico and Panama. In: American Museum novitates. Nr. 293, 1928, S. 1–6 (digitallibrary.amnh.org [PDF; 626 kB]).
- A collection of Birds from Cana, Darien. In: Bulletin of the Museum of Comparative Zoology at Harvard College. Band 69, 1929, S. 149–190 (biodiversitylibrary.org).
- Studies from the Dwight collection of Guatemala birds. I. In: American Museum Novitates. Nr. 379, 1929, S. 1–13 (englisch, digitallibrary.amnh.org [PDF; 1,3 MB]).
- Studies from the Dwight collection of Guatemala birds. II. In: American Museum Novitates. Nr. 414, 24. Mai 1930, S. 1–8 (englisch, digitallibrary.amnh.org [PDF; 820 kB]).
- Critical notes on Central American birds. In: Proceedings of the New England Zoölogical Club. Band 12, 3. April 1930, S. 1–8 (books.google.de).
- Maunsell Schieffelin Crosby. In: The Auk. Band 48, Nr. 2, 1931, S. 320–322 (sora.unm.edu [PDF; 648 kB]).
- The ornithology of the Caribbean coast of extreme eastern Panama. In: Bulletin of the Museum of Comparative Zoology at Harvard College. Band 72, Nr. 9, 1932, S. 303–372 (biodiversitylibrary.org).
- The distribution of bird-life in Guatemala : a contribution to a study of the origin of Central American bird-life. In: Bulletin of the American Museum of Natural History. Band 64, Nr. 1, 1932, S. 1–416 (digitallibrary.amnh.org [PDF; 53,4 MB]).
- New Birds from Honduras and Mexico. In: Proceedings of the New England Zoölogical Club. Band 13, 1932, S. 55–62.
- The Ornithology of Guerrero, Mexico. In: Bulletin of the Museum of Comparative Zoology at Harvard College. Band 75, Nr. 10, 1934, S. 367–422 (biodiversitylibrary.org).
- The Ornithology of the Republic of Panama. In: Bulletin of the Museum of Comparative Zoology at Harvard College. Band 78, Nr. 3, 1935, S. 261–382 (biodiversitylibrary.org).
- The Rediscovery of Chlorospingus Flavovirens (Lawrence). In: The Auk. Band 52, Nr. 1, 1. Januar 1935, S. 94–95 (englisch, sora.unm.edu [PDF; 144 kB]).
- mit James Cowan Greenway: Critical notes on new Neotropical Birds. In: Bulletin of the Museum of Comparative Zoology at Harvard College. Band 81, Nr. 2, 1937, S. 417–437 (biodiversitylibrary.org).
- A monographic study of the Red Crossbill. In: Proceedings of the Boston Society of Natural History. Band 41, Nr. 5, 1937, S. 77–299 (books.google.de).
- Modern bird study. Harvard University Press, Cambridge 1945 (books.google.de).
- mit Edith V. Folger: Birds of Nantucket. Harvard University Press, Cambridge 1948 (books.google.de).
- The birds of Concord: a study in population trends. Harvard University Press, Cambridge 1949 (books.google.de).
- mit Herbert Friedmann, Robert Thomas Moore: Distributional Check-list of the Birds of Mexico, Part I. In: Pacific Coast Avifauna. Nr. 29, 1950 (sora.unm.edu [PDF; 3,9 MB]).
- mit Dorothy Eastman Snyder: The Birds of Massachusetts: An Annotated and Revised Check List. Salem Peabody Museum, Salem 1955 (books.google.de).
- mit Herbert Friedmann, Robert Thomas Moore: Distributional Check-list of the Birds of Mexico, Part II. In: Pacific Coast Avifauna. Nr. 33, 1957 (sora.unm.edu [PDF; 7,9 MB]).
- mit Guy Emerson: Birds of Martha's Vineyard: With an Annotated Check List. Salem Peabody Museum, Massachusetts 1959 (books.google.de).